# Bure (torrente)
La Bure (solo al femminile) è un torrente che scorre in Italia (Toscana - provincia di Pistoia), facente parte del bacino imbrifero del torrente Ombrone Pistoiese (e quindi di quello dell'Arno), di cui è tributario.

## Il nome
Particolare è il fatto che il nome Bure, (la Bure) come quello di altri corsi d'acqua della provincia di Pistoia, quali la Settola, la Brana, la Lima, la Limentra,  l'Agna, vengano sempre declinati al femminile.

## Percorso
Nasce nelle colline immediatamente a nord del comune di Pistoia, dalla confluenza di due torrenti a Candeglia, località cittadina: la Bure di Baggio e la Bure di Santomoro. Quest'ultimo nasce dal poggio dell'Acquifredola (nelle antiche mappe Acquifreddula), a poca distanza dalla strada provinciale 24 (la 'Panoramica' Pistoia-Riola). Nel primo tratto è conosciuta come Bure di Pratale.
Invece la Bure di Baggio non ha una vera e propria sorgente perché raccoglie i corsi d'acqua provenienti dal versante dell'Acquerino. A Mengarone confluisce nella Bure di Villa che nasce a mezza strada fra Villa di Baggio e Baggio. Poi prosegue verso Pistoia fino a Candeglia da dove inizia "geograficamente" la Bure.
Il suo tratto iniziale, che supera bruschi dislivelli con buche e cascatelle, è l'ambiente ideale per i salmonidi. Tuttavia, il torrente, giunto nei pressi della città di Pistoia, in località Pontenuovo, subisce una drastica diminuzione della portata a causa di prelievi per fini agricoli e anche l'inquinamento da fitofarmaci causa danni rilevanti alla fauna ittica.
Dopo circa 15 km di corso forma, assieme all'Agna e alla Brana, il torrente Calice.

## Il vecchio corso
Il corso del torrente è stato deviato nell'Alto medioevo dal Comune di Pistoia per bonificare le zone paludose attorno alla città, con un percorso molto più a nord. A ricordo del vecchio tracciato rimangono alcuni toponimi, quali la località Le Sei Arcole, ove sorgeva un ponte a 6 archi e Via della Bure vecchia, (si può trovare l'iscrizione nei pressi della localita del Nespolo, sulla Via Pratese) che appunto segue il vecchio tracciato fino all'antica confluenza con il torrente Brana.

## I mulini
Lungo il corso del torrente, in passato, erano stati costruiti mulini ad acqua, uno ancora abbastanza intatto nella zona di Bussotto, un borgo presso Candeglia.